# 서덕원
서덕원(Dukwon Seo)은 대한민국의 재즈 드러머이자 작곡가, 밴드 리더, 음반 프로듀서, 교육자이다.
2004년 재즈밴드 "젠틀레인"을 결성하여 현재까지 활동하고 있으며, 여러 대학교의 실용음악과에서 강의하고 있다.
Pearl 드럼, 
Zildjian 심벌, 
Vic Firth 스틱 인터내셔널 공식 아티스트이다.

## 학력
- 한국외국어대학교 러시아어과 졸업
- 명지대학교 문화예술대학원 실용음악학과 졸업

## 수상
- 2011 리더스 폴 베스트 재즈 드러머

## 저서
- 재즈 리듬(Jazz Rhythm) - 2014. 8, 스코어
- 재즈 드럼 바이블 (Jazz Drum Bible) - 2022. 2, 모두의음악

## 활동

### 앨범
https://www.melon.com/search/album/index.htm?q=%EC%A0%A0%ED%8B%80%EB%A0%88%EC%9D%B8&section=&searchGnbYn=Y&kkoSpl=Y&kkoDpType=
- 2005 젠틀레인 1집 Into The Gentle Rain
- 2007 젠틀레인 1.5집 Cinema In Jazz
- 2008 젠틀레인 2집 Second Rain
- 2010 젠틀레인 3집 Dreams
- 2012 젠틀레인 4집 Wish
- 2015 젠틀레인 5집 Home
- 2020 젠틀레인 6집 Sunlight
- 2025 젠틀레인 7집 Theme Park

### 밴드/레코딩/라이브 세션

#### 밴드
박지혁 Trio, Interplay, 양준호 Trio, 정성조 Quintet, 이영경 Trio, 신관웅 New Trio, 이정식 Quartet, 원영조 Trio 드러머로 활동

#### 레코딩
소프라노 신영옥 6집, 윤복희 50주년 기념음반, 조PD 5집, 여행스케치 8집, MR J 1집, 김경아 1집, Vinalog 2집, 영화 "연애, 그 참을 수 없는 가벼움",  "김관장 대 김관장 대 김관장" O.S.T. 外

#### 라이브
윤복희, 인순이, 나윤선, 박성연, 서영은, 웅산, 말로, 박학기, 김현철, 유열
안숙선, 김덕수 사물놀이, 최종실 사물놀이, 이광수, 슬기둥 등 협연

## 강의
- 명지대학교 문화예술대학원 실용음악학과 객원교수
- 동국대학교 문화예술대학원 실용예술학과 출강
- 목원대학교 실용음악학부 겸임교수